# Aeolochroma metarhodata
Espèce
Aeolochroma metarhodata est un insecte lépidoptère de la famille des Geometridae vivant en Australie.

## Répartition
Ce papillon vit au Queensland, en Nouvelle-Galles du Sud et dans le Victoria.

## Plante-hôte
Leptospermum flavescens